# Prince of Wales Conference
Prince of Wales Conference var, tillsammans med Clarence Campbell Conference, en av två konferenser i den nordamerikanska ishockeyligan National Hockey League (NHL) mellan 1974 och 1993.
Efter expansionen inför säsongen 1967/1968 hette konferensen "East Division" och innehöll alla de sex originallagen som hade placerats i den östra divisionen. Men redan inför säsongen 1974/1975 bytte den namn till "Prince of Wales Conference" och innehöll då de två divisionerna Adams och Norris Division. Inför  säsongen 1981/1982 gjordes gruppindelningen om så lagen fick fler matcher mot motståndare på närmare håll, så Norris Division bytte konferens till "Clarence Campbell Conference" medan Patrick Division hamnade i "Prince of Wales Conference". När konferensen sen åter bytte namn inför säsongen 1993/1994, till Eastern Conference, lades "Adams" och "Patrick Division" ned och ersattes av de nya divisionerna Atlantic och Northeast.
Prince of Wales Conference-mästare blev mellan 1975 och 1981 det lag som vann grundserien på östra sidan, men från och med 1982 fram till det att "Prince of Wales" lades ner 1993 var det det lag som gick hela vägen fram till Stanley Cup-finalen som blev koferensmästare. Prince of Wales Conference-mästaren vann Prince of Wales Trophy, ett pris som donerades av Prinsen av Wales, Edvard VIII av Storbritannien, redan inför säsongen 1923/1924.

## Divisionerna
Under sista säsongen 1992/1993 spelade följande klubbar i Adams respektive Patrick:
| Adams Division - Boston Bruins - Buffalo Sabres - Hartford Whalers - Montreal Canadiens - Ottawa Senators - Quebec Nordiques | Patrick Division - New Jersey Devils - New York Islanders - New York Rangers - Philadelphia Flyers - Pittsburgh Penguins - Washington Capitals |

### Sluttabellerna 1992/1993
Not: SM = Spelade matcher, V = Vinster, O = Oavgjorda, F = Förluster, GM = Gjorda mål, IM = Insläppta mål, Pts = Poäng, MSK = Målskillnad
| Adams Division     | SM | V  | O  | F  | GM  | IM  | Pts | MSK  |
| ------------------ | -- | -- | -- | -- | --- | --- | --- | ---- |
| Boston Bruins      | 84 | 51 | 7  | 26 | 332 | 268 | 109 | +64  |
| Quebec Nordiques   | 84 | 47 | 10 | 27 | 351 | 300 | 104 | +51  |
| Montreal Canadiens | 84 | 48 | 6  | 30 | 326 | 280 | 102 | +46  |
| Buffalo Sabres     | 84 | 38 | 10 | 36 | 335 | 297 | 86  | +38  |
| Hartford Whalers   | 84 | 26 | 6  | 52 | 284 | 369 | 58  | -85  |
| Ottawa Senators    | 84 | 10 | 4  | 70 | 202 | 395 | 24  | -193 |
| Patrick Division    | SM | V  | O  | F  | GM  | IM  | Pts | MSK |
| ------------------- | -- | -- | -- | -- | --- | --- | --- | --- |
| Pittsburgh Penguins | 84 | 56 | 7  | 21 | 367 | 268 | 119 | +99 |
| Washington Capitals | 84 | 43 | 7  | 34 | 325 | 286 | 93  | +39 |
| New York Islanders  | 84 | 40 | 7  | 37 | 335 | 297 | 87  | +38 |
| New Jersey Devils   | 84 | 40 | 7  | 37 | 308 | 299 | 87  | +9  |
| Philadelphia Flyers | 84 | 36 | 11 | 37 | 319 | 319 | 83  | ±0  |
| New York Rangers    | 84 | 34 | 11 | 39 | 304 | 308 | 79  | -4  |

## Prince of Wales Conference-mästare
Not: För samtliga vinnare av trofén Prince of Wales, se "Vinnare av Prince of Wales Trophy"
| - 1975: Buffalo Sabres - 1976: Montreal Canadiens - 1977: Montreal Canadiens - 1978: Montreal Canadiens - 1979: Montreal Canadiens | - 1980: Buffalo Sabres - 1981: Montreal Canadiens - 1982: New York Islanders - 1983: New York Islanders - 1984: New York Islanders - 1985: Philadelphia Flyers - 1986: Montreal Canadiens - 1987: Philadelphia Flyers - 1988: Boston Bruins - 1989: Montreal Canadiens | - 1990: Boston Bruins - 1991: Pittsburgh Penguins - 1992: Pittsburgh Penguins - 1993: Montreal Canadiens |

## Konferens-titlar
- 8: Montreal Canadiens
- 3: New York Islanders
- 2: Boston Bruins
- 2: Philadelphia Flyers
- 2: Pittsburgh Penguins
- 2: Buffalo Sabres

## Stanley Cup-mästare från Prince of Wales
- 1975/1976 - Montreal Canadiens
- 1976/1977 - Montreal Canadiens
- 1977/1978 - Montreal Canadiens
- 1978/1979 - Montreal Canadiens
- 1981/1982 - New York Islanders
- 1982/1983 - New York Islanders
- 1985/1986 - Montreal Canadiens
- 1990/1991 - Pittsburgh Penguins
- 1991/1992 - Pittsburgh Penguins
- 1992/1993 - Montreal Canadiens

## Lagen som spelade i Prince of Wales
| - Boston Bruins mellan 1974 och 1993 - Buffalo Sabres mellan 1974 och 1993 - California Golden Seals mellan 1974 och 1976 - Chicago Blackhawks mellan 1980 och 1981 - Cleveland Barons mellan 1976 och 1978 - Detroit Red Wings mellan 1974 och 1981 - Hartford Whalers mellan 1979 och 1993 - Los Angeles Kings mellan 1974 och 1981 - Minnesota North Stars mellan 1978 och 1981 - Montreal Canadiens mellan 1974 och 1993 | - New Jersey Devils mellan 1982 och 1993 - New York Islanders mellan 1981 och 1993 - New York Rangers mellan 1981 och 1993 - Ottawa Senators mellan 1992 och 1993 - Philadelphia Flyers mellan 1981 och 1993 - Pittsburgh Penguins mellan 1974 och 1993 - Quebec Nordiques mellan 1979 och 1993 - Toronto Maple Leafs mellan 1974 och 1981 - Washington Capitals mellan 1974 och 1979 samt mellan 1981 och 1993 |